# Fritz Schwerdt
Fritz Schwerdt (* 2. Juni 1901 in Pforzheim; † 19. Mai 1970 in Aachen) war ein deutscher Kirchengoldschmied.

## Leben

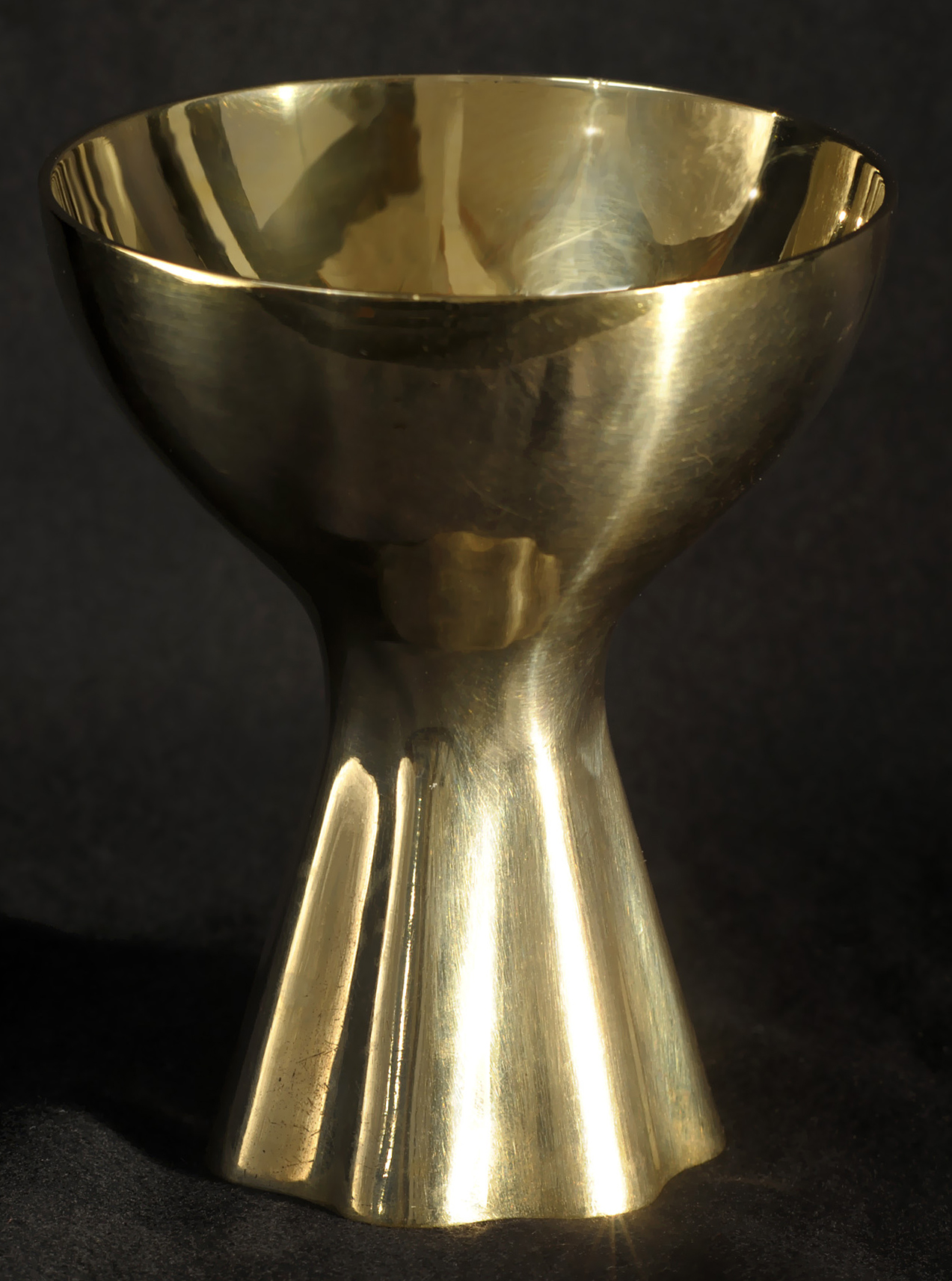
Faltenkelch, 1956

Fritz Schwerdt absolvierte in den Jahren 1917–1918 zunächst eine Ausbildung zum Emailleur. Dem schloss sich eine mehrjährige Tätigkeit als angestellter Email-Maler an. Anfang der 1920er Jahre besuchte Schwerdt die Badische Kunstgewerbeschule Pforzheim sowie die Goldschmiedeschule Pforzheim. Nach einer zweijährigen Tätigkeit als Emailleur und Zeichner in der Werkstatt des Aachener Goldschmieds Bernhard Witte entschied er sich für die Kirchengoldschmiedekunst.
Von 1929 bis 1933 besuchte Fritz Schwerdt die von Rudolf Schwarz geleitete Kunstgewerbeschule Aachen. Als Mitglied der von Schwarz propagierten „Werkgemeinschaft“ entwarf und fertigte Schwerdt zahlreiche bahnbrechende Arbeiten; herausragend die beiden Ewiglichtleuchter, das kleine Kruzifix, die Altarleuchter und der Kelch mit dem Bergkristallnodus für die Fronleichnamskirche Aachen.
Ab 1930 arbeitete Schwerdt an der Aachener Kunstgewerbeschule auch als Mitarbeiter und Assistent der Professoren Rudolf Schwarz, Hans Schwippert (beide Architektur), Anton Wendling (Glasmalerei) sowie Anton Schickel (Goldschmiedekunst). Aus dieser Schaffensperiode stammen von Schwerdt u. a. die sakrale Ausstattung der Kapelle St. Albertus Magnus in Leversbach und das Ewiglicht für die Kapelle der Burg Rothenfels.
Seit Anfang der 1930er Jahre war er Mitglied im Deutschen Werkbund.
Nach der 1934 erfolgten Auflösung der Kunstgewerbeschule durch die Nationalsozialisten widmete sich Fritz Schwerdt als selbstständiger Goldschmiedemeister ausschließlich der Gestaltung liturgischen Geräts. Zusammen mit ehemaligen Lehrern und Schülern der Aachener Kunstgewerbeschule führte er den Schwarz’schen „Werkhüttengedanken“ in Aachen fort. Herausragendes Ergebnis dieser Zusammenarbeit war „Der Deutsche St. Michael-Altar“ (im „Pavillon Catholique Pontifical“) auf der Pariser Weltausstellung von 1937.

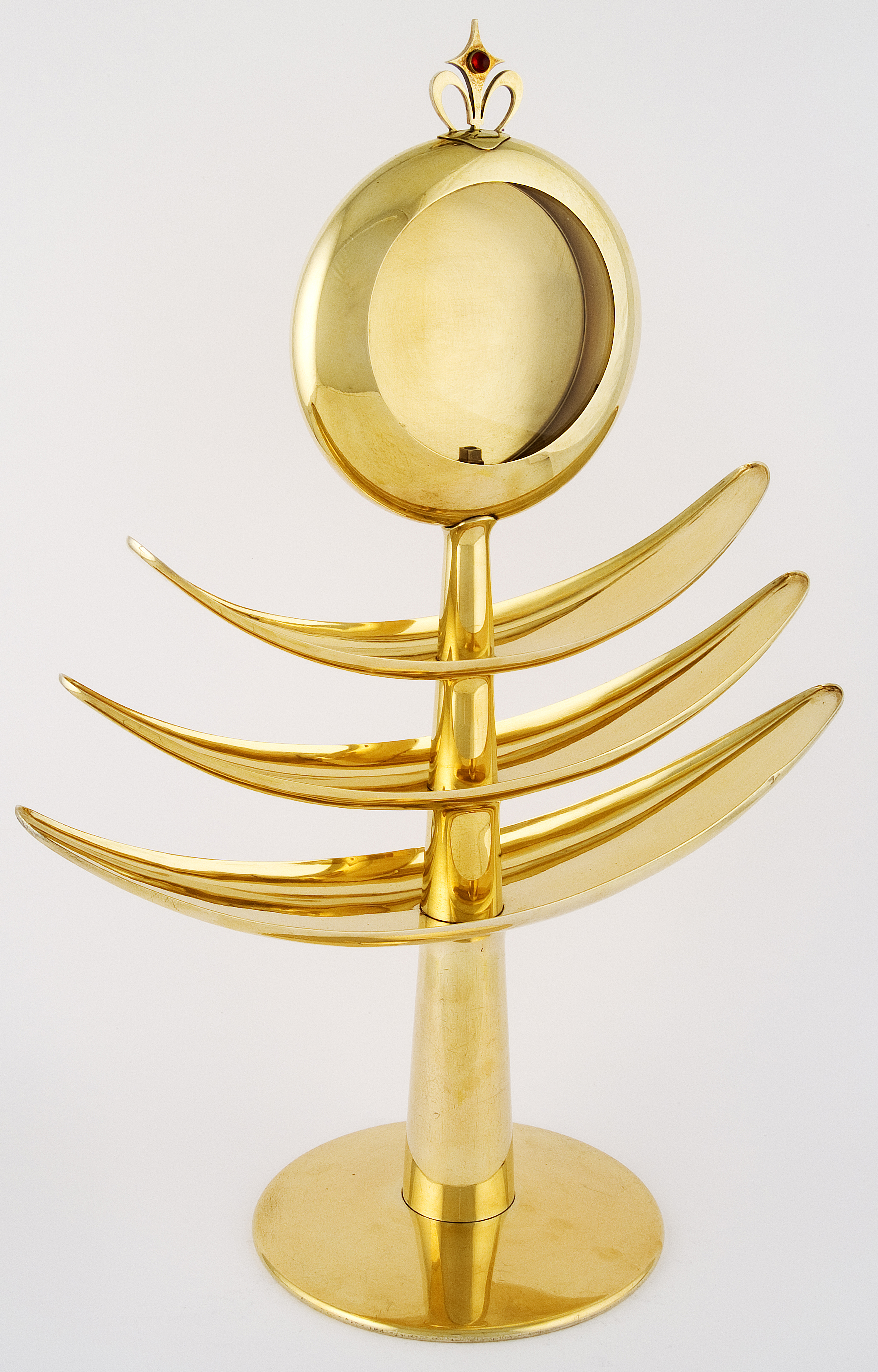
(Lebens-)Baummonstranz, 1947

Nach dem Krieg fertigte Fritz Schwerdt für zahlreiche Kirchen in Deutschland Liturgiegeräte. Oberstes Prinzip der Entwürfe war „geometrische Vereinfachung“ und „Sichtbarmachung der Montage“. Bedeutende Arbeiten aus dieser Zeit waren die „Baummonstranz“ des St. Marien-Krankenhauses in Ratingen, die „Engelsmonstranz“ von St. Martin in Aachen, der „Faltenkelch“ oder das Tabernakel von St. Laurentius in München.
1958 gründete Fritz Schwerdt zusammen mit seinem Mitarbeiter, Hubertus Förster, die Goldschmiede-Werkstatt „Schwerdt – Förster“, die bis 1969 bestand. In dieser Zeit entstanden die Ausstattung der Tholeyer Benediktinerabtei St. Mauritius, das Tabernakel und das Vortragekreuz in der Berliner Sankt-Hedwigs-Kathedrale und wichtige, grundsätzlich neue Arbeiten wie die „Scheibenmonstranzen“ und die „Stelen-Tabernakel“.
Fritz Schwerdt starb am 19. Mai 1970 in Aachen.

## Werke (Auswahl)
Für die 40 Jahre seines Wirkens sind in über 120 Kirchen allein in Deutschland liturgische Geräte dokumentiert (ab 1958 aus der Werkstattgemeinschaft Schwerdt – Förster):
- 1930, 1958: Altarkreuz, Altarleuchter, Ewiglichtleuchter, Tabernakel und Osterleuchter für die Fronleichnamskirche in Aachen.
- 1930: Kelch „mit dem Bergkristallnodus“ für die Fronleichnamskirche in Aachen.
- 1931: Ewiglicht für die Kapelle Burg Rothenfels.
- 1933: Tafelbild mit dem Gekreuzigten oberhalb des Tabernakels für die Kirche St. Peter Mönchengladbach-Waldhausen
- 1934: Engelsmonstranz für St. Martin in Aachen; jetzt in St. Germanus, Aachen.
- 1947: Baummonstranz für das St. Marien-Krankenhaus in Ratingen.
- 1951: Engelstabernakel für St. Engelbertus in Mülheim/Ruhr.
- 1951, 1965: Schlösser des Marienschreins im Aachener Dom (Aachener Heiligtumsfahrt).
- 1955: Tabernakel, Vortragekreuz und Monstranz für St. Laurentius (München).
- 1961: Lebensbaummonstranz mit Pfaffenfeindtaler für die Heilig-Geist-Kirche (Braunschweig).
- 1963: Antependium, Tabernakel, Altarleuchter, Altarkreuze, Gefäß für Hlg. Öle in der Benediktinerabtei St. Mauritius (Tholey).
- 1964: Tabernakel und Vortragekreuz für die Sankt-Hedwigs-Kathedrale, Berlin.
- 1965: Tabernakel für die Kirche in Gräveneck.
- 1967: Stelen-Tabernakel und Hängekreuz für das St.-Marien-Hospital, Marsberg.
- o. J.: Baummonstranz, Altarkreuz, Kelche, u. a. m. im Suermondt-Ludwig-Museum.

## Ausstellungen (Auswahl)
- KULT UND FORM – Neue evangelische, katholische und jüdische Gebrauchskunst, Berlin 1930.
- KULT UND FORM – Neues evangelisches, katholisches und jüdisches Kultschaffen, Hamburg 1931.
- Religiöse Kunst der Gegenwart, Folkwang-Museum, Essen 1932.
- Pavillon Catholique Pontifical, Weltausstellung, Paris 1937.
- Internationale Ausstellung „Christliche Kunst der Gegenwart“, Köln 1948.
- ARS SACRA – Junge Christliche Kunst, Aachen 1951.
- Arte Liturgica in Germania, Rom 1956.
- die neue kirche, Köln-Deutz 1956.
- Ars Sacra, Leuven 1958.
- Biennale für christliche Kunst der Gegenwart, Salzburg 1958 und 1960.
- Internationale Emailausstellung Hilversum, 1960.
- Religiöse Kunst unserer Zeit, Hamburg 1965.
- LiturgieGefäße. Kirche und Design, Trier 1997.
- Fritz Schwerdt – Wegbereiter moderner Sakralkunst, Aachen 2010.
- Auftrag Kunst. Gestalten für die Kirche nach 1945, Goldschmiedehaus Hanau 2024.